# Daviot
Daviot är en by i Highland i Skottland. Byn är belägen 8 km 
från Inverness. Orten har 462 invånare (2011).